# Canna (Escócia)
Canna é uma ilha situada no extremo ocidental do arquipélago de Small Isles nas Hébridas, Escócia.

## Situação geográfica
Esta ligada com a vizinha ilha do Sanday por uma ponte, o o acesso é possível também por bancos de areia na maré baixa.
A ilha tem 7 km de comprimento e uma largura de 1,5 km e conta com uma população de cerca de 11 habitantes.
As ilhotas rochosas do Hyskeir e Humla estão a 10 km sudoeste da ilha.
A ilha recebe turistas que procuram a beleza da paisagem e os poucos produtos típicos daquelas paragens, como a lã de ovelhas de Canna usada para fazer gorros, além de pescadores que pernoitam na ilha para descansar durante a faina.

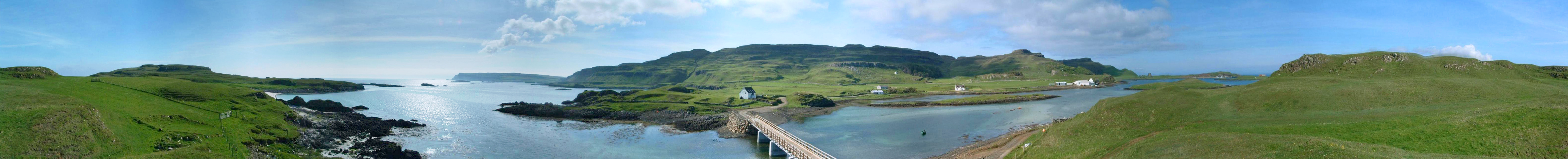
Vista da parte leste de Canna